# Ptochophyle laeta
Ptochophyle laeta là một loài bướm đêm trong họ Geometridae.